# Свети Атанасий (Самарина)
Вижте пояснителната страница за други значения на Свети Атанасий.
„Свети Атанасий“ (на гръцки: Ναός Αγίου Αθανασίου) е православна църква, разположена в пиндското село Самарина, Егейска Македония, Гърция.
Църквата е разположена в южната част на Самарина. В архитектурно отношение е трикорабна базилика с дървен покрив с женска църква и без нартекс и трем. Във вътрешността е запазен впечатляващ дървен резбован иконостас. Много от иконите на иконостаса обаче са копия, защото оригиналите са откраднати. Над входа има каменни релефи с кръстове.
Храмът е построен в края на XVII – началото на XVIII век върху основите на по-стара църква и е най-старият храм на Самарина. Изписана е според надпс на една царска икона в 1793 година. В купола е запазен надпис „1798/8/Κ.16/ ανακαινίσθει 1909“ („1798/8/16/ възстановена 1909“). При възстановяване на покрива в купола са открити стари стенописи. В 60-те години храмът е в развалини и по-късно е ъзстановен.